# Archives d'État de Turin
Les archives d'État de Turin (en italien : Archivio di Stato di Torino) sont un dépôt d'archives de l'État italien situé à Turin.
Le noyau originel des Archives de l'État de Turin consiste en une riche collection de cartes des comtes et des ducs de Savoie qui ont été jointes aux archives de célèbres familles et personnalités, d'associations, d'industries et de documents d'administrations du royaume de Sardaigne et à celles de bureaux périphériques de l'État italien de la province de Turin.
Cet important patrimoine, gardé sur environ 83 kilomètres linéaires de rayonnages, fait des archives une mine d'informations très riche qui permet aux historiens d'effectuer des recherches sur plus de 1 300 ans d'histoire du Piémont, d'Italie et d'Europe.